# مقاطعة نوكس (إنديانا)
مقاطعة نوكس (بالإنجليزية: Knox County, Indiana)‏ هي إحدى مقاطعات ولاية إنديانا في الولايات المتحدة. ، بلغ عدد سكانها 38440 نسمة في عام 2010 حسب إحصاء مكتب تعداد الولايات المتحدة وتصل الكثافة السكانية فيها 29 نسمة/كم2.

## وصلات خارجية
- www.knoxcounty.in.gov
- United States Counties